# 卡讷河畔蒙蒂尼
卡讷河畔蒙蒂尼（法語：Montigny-sur-Canne，法語發音：[mɔ̃tiɲi syʁ kan]）是法国涅夫勒省的一个市镇，属于希农堡（城）区。

## 地理
卡讷河畔蒙蒂尼（46°55'57"N, 3°39'19"E）面积30.36 平方千米，位于法国勃艮第-弗朗什-孔泰大區涅夫勒省，该省份为法国中部省份，北至约讷省，西北接卢瓦雷省，西接谢尔省，南至阿列省，东南接索恩-卢瓦尔省，东临科多尔省。
与卡讷河畔蒙蒂尼接壤的市镇（或旧市镇、城区）包括：比什、圣格拉蒂安-萨维尼、迪耶讷-欧比尼、费尔特雷沃、伊斯奈、利芒通。

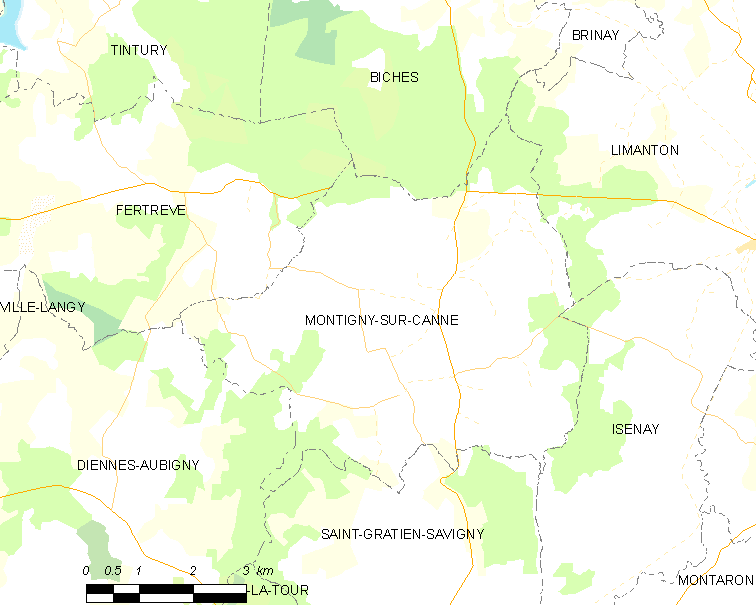
卡讷河畔蒙蒂尼的OSM定位图

卡讷河畔蒙蒂尼的时区为UTC+01:00、UTC+02:00（夏令时）。

## 行政
卡讷河畔蒙蒂尼的邮政编码为58340，INSEE市镇编码为58178。

## 政治
卡讷河畔蒙蒂尼所属的省级选区为吕济县。

## 人口

1962-2008年间卡讷河畔蒙蒂尼人口变化图示

卡讷河畔蒙蒂尼于2022年1月1日时的人口数量为154人。